# Ana María Jaramillo
Ana María Jaramillo (Pereira, Colombia, 26 de abril de 1956) es una escritora colombiana radicada en la Ciudad de México, dirige la editorial mexicana Ediciones Sin Nombre.

## Biografía
Estudió Economía en la Universidad de los Andes. En 1985 se mudó a la Ciudad de México, en la cual comenzó su vida como escritora.
Fue becada por Fondo Nacional para la Cultura y las Artes de México (FONCA) para realizar un trabajo de investigación sobre literatura veracruzana: Playas borrascosas.

## Obra

### Novela
- Las horas secretas en México (1992)[6]
- Crímenes domésticos (1994)
- El sonido de la sal (2016)
- La dama, el poeta, el ropavejero. Cambalche de enseres y otros recuerdos. (2016)

### Obras de teatro
- Vendo mi muerte
- Bajo otro cielo

### Cuento
- Eclipses
- Crímenes domésticos

### Entrevistas
- Playas borrascosas

### Poemas
- La luciérnaga extraviada (2000)

## Premios
- Premio Nacional de Cuento por Colcultura, Colombia (1993)
- Premio Nacional de Cuento de Colombia (1994)
- Premio de cuento de la Secretaría de Cultura de Pereira (2007)